# Phil Walker-Harding
Phil Walker-Harding (født 1981 i Wollongong, Australien) er en spildesigner fra Australien, som blandt andet er kendt for brætspillene Sushi Go! og Bärenpark.

## Karriere
I midten af 2000'erne begyndte Phil Walker-Harding sin karriere som spildesigner, med hans første kendte spil Archaeology fra 2007. Archaeology blev efterfulgt af en videreudvikling på samme spil Archaeology: The Card Game. Begge disse spil går ud på at man arbejder som arkæolog og skal finde skatte og artefakter og handle med dem på markedspladsen for at tjene penge. Spillene har en rating på henholdsvis 6,2/10 og 6,7/10 hos BoardGameGeek. I 2016 genskabte han spillet og kaldte det Archaeology: The New Expidition, genskabelsen fik en rating på 7,1/10 hos BoardGameGeek. I 2013 udgav han et af sine mest populære spil Sushi Go! som er blevet nomineret til flere priser. Sushi Go! fik både en efterfølger i 2016 og i 2019, efterfølgerne hed Sushi Go Party! og Sushi Roll.

## Ludografi
- 2007: Archaeology
- 2007: Archaeology: The Card Game
- 2009: Small World
- 2010: Flicochet
- 2011: Dungeon Raiders
- 2013: Sushi Go!
- 2014: Pack of Heroes
- 2015: Cacao
- 2016: Sushi Go Party!
- 2016: Imhotep: The Builder of Egypt
- 2016: Archaeology: The New Expedition
- 2017: Bärenpark
- 2018: Gingerbread House
- 2018: Gizmos
- 2018: Imhotep: The Duel
- 2019: Silver & Gold
- 2019: Sushi Roll
- 2019: Adventure Games (i samarbejde med Matthew Dunstan og Kosmos Games)
  - Adventure Games: The Dungeon
  - Adventure Games: Monochrome Inc.
  - Adventure Games: The Volcanic Island
- 2020: Cloud City
- 2021: Tetris
- 2021: Explorers
- 2021: Neoville
- 2021: Fjords
- 2021: Summer Camp
- 2021: Llamaland